# West-Saksisch voetbalkampioenschap 1922/23
In 1922/23 werd het elfde voetbalkampioenschap van West-Saksen gespeeld, dat georganiseerd werd door de Midden-Duitse voetbalbond. De competitie werd verdeeld over twee groepen en de winnaars bekampten elkaar. Konkordia Plauen werd kampioen en plaatste zich voor de Midden-Duitse eindronde. De club verloor in de eerste ronde van Chemnitzer BC. 
Na dit seizoen werd de Kreisliga ontbonden en werden de drie competities zoals ze voor 1919 reeds bestonden in ere hersteld onder de nieuwe naam Gauliga. 

## Kreisliga

### Groep Noord
| Plaats | Club               | Wed. | W | G | V | Saldo | Ptn.  |
| ------ | ------------------ | ---- | - | - | - | ----- | ----- |
| 1.     | VfB 07 Glauchau    | 12   | 9 | 2 | 1 | 33:8  | 20:4  |
| 2.     | VfL 1905 Zwickau   | 12   | 7 | 2 | 3 | 32:19 | 16:8  |
| 3.     | VfB 07 Reichenbach | 12   | 7 | 2 | 3 | 28:17 | 16:8  |
| 4.     | SVgg Meerane 07    | 12   | 5 | 2 | 5 | 17:15 | 12:12 |
| 5.     | Zwickauer SC 05    | 12   | 3 | 2 | 7 | 18:21 | 8:16  |
| 6.     | Planitzer SC 1912  | 12   | 2 | 3 | 7 | 13:31 | 7:19  |
| 7.     | FC 02 Schedewitz   | 12   | 1 | 3 | 8 | 9:39  | 5:21  |

|  | Finale titel, speelt volgend jaar in Gauliga Westsachsen 1923/24 |
|  | Speelt volgend jaar in Gauliga Westsachsen 1923/24               |
|  | Speelt volgend jaar in Gauliga Göltzschtal 1923/24               |

### Groep Zuid
| Plaats | Club                       | Wed. | W  | G | V | Saldo | Ptn.  |
| ------ | -------------------------- | ---- | -- | - | - | ----- | ----- |
| 1.     | SV Konkordia Plauen        | 12   | 11 | 0 | 1 | 46:17 | 22:2  |
| 2.     | SpVgg 06 Falkenstein       | 12   | 7  | 0 | 5 | 28:19 | 14:10 |
| 3.     | 1.Vogtländischer FC Plauen | 12   | 6  | 1 | 5 | 31:31 | 13:11 |
| 4.     | VfB Plauen                 | 12   | 5  | 1 | 6 | 23:33 | 11:13 |
| 5.     | SpVgg 09 Plauen            | 12   | 4  | 1 | 7 | 14:22 | 9:15  |
| 6.     | SuBC Plauen                | 12   | 4  | 0 | 8 | 23:33 | 8:16  |
| 7.     | VfB 06 Auerbach            | 12   | 3  | 1 | 8 | 15:35 | 7:17  |

|  | Finale titel, speelt volgend jaar in Gauliga Vogtland 1923/24 |
|  | Speelt volgend jaar in Gauliga Vogtland 1923/24               |
|  | Speelt volgend jaar in Gauliga Göltzschtal 1923/24            |

### Finale
|  |                     |       |                 |  |
|  | SV Konkordia Plauen | 1 – 0 | VfB 07 Glauchau |  |
|  |                     |       |                 |  |

## 1. Klasse

### Westsachsen
| Plaats | Club                  | Wed. | W | G | V | Saldo | Ptn. |
| ------ | --------------------- | ---- | - | - | - | ----- | ---- |
| 1.     | SpVgg 06 Crimmitschau |      |   |   |   |       |      |
| 2.     | VfB Glauchau II       |      |   |   |   |       |      |
| 3.     | TuB Werdau            |      |   |   |   |       |      |
| 4.     | Zwickauer SC II       |      |   |   |   |       |      |
| 5.     | SpVgg Niederhaßlau    |      |   |   |   |       |      |
| 6.     | FC 02 Schedewitz II   |      |   |   |   |       |      |
| 7.     | Polizei SV Zwickau    |      |   |   |   |       |      |
| 8.     | VfL 1905 Zwickau II   |      |   |   |   |       |      |
| 9.     | Planitzer SC II       |      |   |   |   |       |      |
| 10.    | BC Bielau             |      |   |   |   |       |      |

|  | Promotie naar Gauliga Westsachsen 1923/24 |

### Vogtland
| Plaats | Club                    | Wed. | W | G | V | Saldo | Ptn. |
| ------ | ----------------------- | ---- | - | - | - | ----- | ---- |
| 1.     | SV Konkordia Plauen II  |      |   |   |   |       |      |
| 2.     | VfR 1919 Plauen         |      |   |   |   |       |      |
| 3.     | 1.VFC Plauen II         |      |   |   |   |       |      |
| 4.     | SuBC Plauen II          |      |   |   |   |       |      |
| 5.     | SpVgg 1909 Plauen II    |      |   |   |   |       |      |
| 6.     | VfB Plauen II           |      |   |   |   |       |      |
| 7.     | FC 1906 Merkur Oelsnitz |      |   |   |   |       |      |
| 8.     | SC 1909 Markneukirchen  |      |   |   |   |       |      |
| 9.     | SV Zeulenroda           |      |   |   |   |       |      |

|  | Promotie naar Gauliga Vogtland 1923/24 |

### Götzschtal
De competitie was in twee groepen verdeeld, waarvan geen uitslagen meer bekend zijn. Enkel de groepswinnaars. Sportlus Mylau promoveerde na winst.
|  |                       |       |                 |  |
|  | Sportfreunde Auerbach | 0 – 2 | Sportlust Mylau |  |
|  |                       |       |                 |  |